# 6・3制
6・3制（ろくさんせい）は、日本の義務教育制度をあらわす言葉。
日本の第二次世界大戦前の学校教育制度では、6年制の尋常小学校を卒業した後、進学を前提にするなら5年制の旧制中等教育学校（男子の中学校、実業学校、女子の高等女学校がある）、就職ないし家事手伝いを前提にするなら2年制の高等小学校に進学した。これは、1941年に国民学校に再編され、6年間の初等科、2年間の高等科とされた。
敗戦後、新しい学校教育法の下で、義務教育は6年制の小学校の後に3年制の新制中学校が加えられた。ただし義務教育期間は年齢によって定められた9年間であり、小学校の在学時期によっては中学校の義務教育期間が3年ではない場合もあるが、年齢主義による進級制度が普及しているため、多くの場合で留年を経験せずに6年間・3年間となっている。
しかし、学校教育法が制定された1947年と比較して、子供は遥かに早熟化しており、また、僅か3年間では腰を据えた中学校教育が出来ないとの批判もあり、中高一貫教育の試みなど、現代の社会状況に符合した教育制度の改革が各地で実践されている。加えて6・3制の目的には、旧制中学のエリート化を解消するというものがあった。しかし中学受験ブームにより、なし崩し的に戦前への逆戻りも起こっている。現実として東大合格者ランキングは、都立高校から中高一貫校（私立）に変わってしまった。※高２で終える中高一貫カリキュラムは、大学受験で圧倒的に強い。
なお、韓国でも、6・3制が採用されている。

## アメリカ合衆国
連邦制の米国では、連邦教育法はあるにせよ連邦が定めるのは『基本的概要』であり、就学年齢・義務・学校などは各州の州教育法によって定められている。しかし日本が戦後教育改革の手本としたアメリカの学校教育システムでは6・3制（6・3・3制）を継続している州はほぼ皆無となりつつある。
西洋の6・3・3制の発想は、12進法の1単位である12年を半分に切って、6・6（初等・中等）と分け、中等教育を更に半分に割って前期中等3年・後期中等3年にしただけの『12という1単位を半分にし、それをまた半分にした』というだけの区分けであり、児童生徒の習熟度や成長過程を考慮したものではない。
また、12年一貫教育概念である為（K-12と呼ばれ、現実には幼稚園を含めた13年一貫教育）、基本的に『卒業』とは12年生修了を指し、小学校の卒業や中学校の卒業という概念は無い（児童生徒へのモチベーションの為に式を行う小中学校は多くなりつつある）
よって児童生徒（および保護者）にとって、小学校から中学校への進学や中学から高校への進学は『校舎を変わった進級』に近く、呼び名も通しで7年生・8年生・・・12年生と呼ばれ、小学5年生・中学2年生・高校3年生という呼び方はしない。
校舎（小中高）の学年割は州内の各教委（学校区）の独自性に任せられているが、ここ10数年で高校は全国的に4年制が主流で定着し、それに伴い小学校4年制や5年制が多くなっている。
5（小）・3（中）・4（高）、あるいは6（小）・2（中）・4（高）
教委によっては4（小）・４（ミドル）・4（高）というシステムを取っている教委もあり、同州内でA市は5・3・4で隣のB市は6・2・4という事も珍しくは無い。
なお、6・3・3制度の解体によって、前期中等教育校（ジュニア・ハイスクール）後期中等教育校（シニア・ハイスクール）という概念も名称も無くなり、中学をミドルスクール、高校を単にハイスクールと呼ぶ（ジュニア、シニアの別が無くなり、『ハイスクール』は最終校：旧シニア・ハイスクールのみを指す）